# Manuel de Melo Machado Campelo
Manuel Joaquim de Melo Machado Campelo (Coração de Jesus, Lisboa, 4 de junho de 1889 – Lapa, Lisboa, 1 de junho de 1962) foi um engenheiro e ferroviário português.

## Biografia

### Vida pessoal
Nasceu na Rua de Santa Marta, n.º 61, 1.º andar, na freguesia do Coração de Jesus, em Lisboa. Era filho do proprietário António José de Melo Campelo, natural de Lisboa (freguesia da Sé), e de Maria Isabel da Gama Machado, natural da freguesia de Pombalinho, então pertencente ao concelho de Santarém.
A 28 de abril de 1920, casou civilmente em Lisboa com Maria Burlamachi Marcos de Seabra Roquete (Valada, Cartaxo, c. 1895 – Lapa, Lisboa, 10 de novembro de 1941), doméstica, filha do proprietário Álvaro Ferreira Roquete, natural de Salvaterra de Magos, e de Cristina Marcos Seabra Roquete, natural de Santarém.
Morreu vítima de neoplasia cerebral a 1 de junho de 1962, em sua casa, na Rua dos Navegantes, n.º 34, 1.º andar, freguesia da Lapa, em Lisboa. Foi sepultado no Cemitério dos Prazeres.

### Carreira profissional
Esteve empregado na Companhia dos Caminhos de Ferro Portugueses durante cerca de 42 anos, tendo exercido a função de chefe nos Serviços de Abastecimento e de Material e Tracção. Nesta última posição, ficou conhecido por ter conduzido as locomotivas nos comboios presidenciais e nas experiências de velocidade.